# Claudia Casoretti
Claudia Casoretti (1832 – Macherio, 1882) è stata una scrittrice e traduttrice italiana.

## Biografia
Autrice di vari romanzi e novelle, fu collaboratrice di varie riviste del suo tempo: i periodici «L’Aurora» di Adele Woena, «La Donna» e «Il Giornale delle Donne», sui quali appaiono vari interventi. Particolarmente memorabile, per l’eco suscitata, il testo dal titolo L’emancipazione della donna, pubblicato su «L’Aurora» n. 10 del 15 ottobre 1876. La tipologia di riviste e, soprattutto, degli interventi (si pensi a Una pubblica lettura d’Ipazia, accompagnato da un estratto traduttivo dal romanzo Ipazia di Charles Kingsley, su «La Donna» del 15 dicembre 1876; o le novelle con eponimi femminili apparse su «L’Aurora»: Luisa, Alice, Teresa) rivelano una sua meritoria attenzione per la causa femminile. 
Insegnante di lingua inglese, tradusse e pubblicò vari autori britannici: Edward Bulwer Lytton, Frances Elliot, Wilkie Collins, George John Whyte Melville, John Forster.
Amica di Adelaide Cairoli, ne educò i figli Luigi, Ernesto e Giovanni. Fu anche educatrice dei figli del duca Guido Visconti, nella villa del quale, a Macherio, morì all'età di cinquant'anni nel 1882.

## Opere
Romanzi
- Ada Allen, Milano, Libreria Editrice di Levino Robecchi, 1877, 227 p., 19 cm
- Il marchese Lionello (Seguito del romanzo Ada Allen), Milano, Libreria Editrice di Levino Robecchi, 1878, 192 p., 20 cm
- Troppo tardi, Milano, Stabilimento G. Civelli, 1880, 213 p., 18 cm
- Ritratti dal vero: racconti e bozzetti, Milano, Stabilimento G. Civelli, 1881, 292 p., 19 cm

Traduzioni
- Edward Bulwer Lytton, La razza dell'avvenire (The coming race), Milano, F.lli Dumolard, 1874, 224 p., 19 cm
- Frances Elliot, Gli italiani (The Italians: A Novel), Milano, F.lli Treves, 1876, 278 p., 19 cm
- Wilkie Collins, Marito e moglie (Man and wife), Milano, F.lli Treves, 1877, 298 p., 19 cm
- George John Whyte Melville, Katerfelto (Katerfelto: A Story of Exmoor), Milano, Tipografia Editrice Lombarda, 1879, 202 p., 19 cm
- John Forster, Vita di Carlo Dickens (The Life of Charles Dickens), Milano, Tipografia Editrice Lombarda, 1879, 272 p., 2 carte di tavole illustrate, 19 cm

Opere apparse su rivista
- Luisa (racconto), su «L’Aurora» dal n. 3, Anno IV, del marzo 1875, fino al n. 6, del giugno 1875
- Alice (racconto), su «L’Aurora» dal n. 11, anno IV, del novembre 1875, fino al n. 11, anno V, del 15 novembre 1876
- Teresa (racconto), su «L’Aurora» dal n. 12, Anno VIII, del 1879 fino al n. 11, anno IX, del 1880.
- L’emancipazione della donna (saggio), su «L’Aurora» n. 10 del 15 ottobre 1876
- Una pubblica lettura d’Ipazia, saggio accompagnato da un estratto traduttivo dal romanzo Ipazia di Charles Kingsley, su «La Donna» del 15 dicembre 1876

Altre opere apparse in volumi collettanei o in appendice
- La pietra dell’assassino: imitazione dall’inglese (pubblicato insieme a Il cofano misterioso di Goethe - versione dal tedesco di F. Tranchieri), in «Il novelliere diamante» 25, Torino, Camilla e Bertolero, senza data, 63 p., 14 cm
- Wilkie Collins, Il manoscritto, in Giuseppe Guerzoni, Memorie d'un disertore. Storia di una famiglia di patriotti, Volume 3, «Biblioteca amena» 82, Milano, E. Treves, 1871, pp. 121-147. Si tratta della traduzione di un estratto dal capitolo XXXIV di Man and wife, ossia della sezione «Mia confessione da porsi nella mia bara per esser sepolta con me quando sarò morta», mancante dell’ultimo paragrafo (XI) e presentato come racconto a sé stante.